# Hakon Aasnæs
Hakon Aasnæs (ur. 2 listopada 1894 w Sande, zm. 28 września 1973 w Oslo) – norweski strzelec, olimpijczyk. Kuzyn strzelca Hansa.
Wystąpił na Letnich Igrzyskach Olimpijskich 1936 w jednej konkurencji, którą był karabin małokalibrowy leżąc z 50 m. Zajął w niej 23. pozycję ex aequo z ośmioma innymi strzelcami (startowało 66 zawodników). 

## Wyniki

### Igrzyska olimpijskie
| Igrzyska    | Konkurencja                       | Wynik    | Miejsce | Źródło |
| ----------- | --------------------------------- | -------- | ------- | ------ |
| Berlin 1936 | Karabin małokalibrowy leżąc, 50 m | 292 pkt. | 23      | [ 1 ]  |